# 나루토 질풍전
나루토 질풍전(일본어: NARUTO－ナルト－ 疾風伝)은 나루토 시리즈의 두 번째 이야기이다. 이전 시리즈인 나루토에서 2년 반 뒤의 이야기를 다루고 있다. 애니메이션은 원작에도 없는 오리지널 스토리를 85화가량 진행 후 내용이 전개되었다. 2007년 2월 15일부터 2017년 3월 23일까지 TV 도쿄 계열에서 500화 방영되었으며, 대한민국은 2008년 9월 29일부터 2018년 10월 19일까지 10년동안 시즌별로 한국어 더빙으로 투니버스에서 수시 편성하였다.
나루토 질풍전 1화부터 53화(1기)까지는 SD 전환으로 방송되었으며, 54화(2기)부터는 HD 전환으로 제작 및 방송되고 있다.

## 방송 기간
| 기수    | 화수 [횟수]      | 일본 방영일 | 일본 방영일                        | 한국 방영일 | 한국 방영일                        |
| ------- | ---------------- | ----------- | ---------------------------------- | ----------- | ---------------------------------- |
| 1       | 1~53화 [53편]    | TV 도쿄     | 2007년 2월 15일 ~ 2008년 4월 3일   | 투니버스    | 2008년 9월 29일 ~ 12월 30일        |
| 2       | 54~112화 [59편]  | TV 도쿄     | 2008년 4월 3일 ~ 2009년 6월 4일    | 투니버스    | 2010년 1월 13일 ~ 4월 21일         |
| 3       | 113~175화 [63편] | TV 도쿄     | 2009년 6월 11일 ~ 2010년 8월 26일  | 투니버스    | 2010년 12월 22일 ~ 2011년 4월 7일  |
| 4       | 176~242화 [67편] | TV 도쿄     | 2010년 9월 2일 ~ 2012년 1월 5일    | 투니버스    | 2012년 12월 3일 ~ 2013년 4월 1일   |
| 5       | 243~275화 [33편] | TV 도쿄     | 2012년 1월 12일 ~ 2014년 11월 15일 | 투니버스    | 2014년 1월 7일 ~ 3월 3일           |
| 6       | 276~315화 [40편] | TV 도쿄     | 2012년 11월 22일 ~ 2014년 1월 30일 | 투니버스    | 2014년 12월 22일 ~ 2015년 2월 24일 |
| 7       | 316~361화 [46편] | TV 도쿄     | 2014년 2월 6일 ~ 2017년 3월 23일   | 투니버스    | 2016년 1월 11일 ~ 3월 28일         |
| 8       | 362~401화 [40편] | TV 도쿄     | 2014년 5월 15일 ~ 2015년 2월 26일  | 투니버스    | 2017년 1월 17일 ~ 5월 30일         |
| 9       | 402~458화 [57편] | TV 도쿄     | 2015년 3월 5일 ~ 2016년 4월 28일   | 투니버스    | 2018년 1월 8일 ~ 4월 16일          |
| 10 (完) | 459~500화 [42편] | TV 도쿄     | 2016년 5월 5일 ~ 2017년 3월 23일   | 투니버스    | 2018년 8월 10일 ~ 10월 19일        |

## 시청 등급 (투니버스)
| 등급             | 기간                    | 비고                                   |
| ---------------- | ----------------------- | -------------------------------------- |
| 12세 이상 시청가 | 2008년 9월 ~ 2010년 2월 |                                        |
| 15세 이상 시청가 | 2010년 2월 ~ 2019년 3월 | 모든 TV시리즈 및 극장판 시청 등급 변경 |

## 주제곡

### 한국

#### 오프닝
| # | 곡명            | 아티스트           | 방송화수 (횟수)                               | 참고                                                      |
| - | --------------- | ------------------ | --------------------------------------------- | --------------------------------------------------------- |
| 1 | 풍운 풍운 ver.2 | 이승열             | 제1화 ~ 제53화 (53회) 제54화 ~ 제112화 (59회) | 투니버스 방영당시 나루토 질풍전 시즌1~2 오프닝으로 사용.  |
| 2 | 결의            | 권기욱(타바코쥬스) | 제113화 ~ 제242화 (130회)                     | 투니버스 방영당시 나루토 질풍전 시즌3~4 오프닝으로 사용.  |
| 3 | Get your Gun    | 브로큰 발렌타인    | 제243화 ~ 제315화 (73회)                      | 투니버스 방영당시 나루토 질풍전 시즌5~6 오프닝으로 사용.  |
| 4 | MEMENTO MORI    | 피아               | 제316회 ~ 제401회 (86회)                      | 투니버스 방영당시 나루토 질풍전 시즌7~8 오프닝으로 사용.  |
| 5 | Black Monster   | 옐로우 몬스터즈    | 제402회 ~ 제500회 (99회)                      | 투니버스 방영당시 나루토 질풍전 시즌9~10 오프닝으로 사용. |

#### 엔딩
| # | 곡명            | 아티스트 | 방송화수 (횟수)                               | 참고                                                    |
| - | --------------- | -------- | --------------------------------------------- | ------------------------------------------------------- |
| 1 | 나비 나비 ver.2 | KARA     | 제1화 ~ 제53화 (53회) 제54화 ~ 제112화 (59회) | 투니버스 방영당시 나루토 질풍전 시즌1~2 엔딩으로 사용.  |
| 2 | JUSTICE         | 유정석   | 제113화 ~ 제242화 (130회)                     | 투니버스 방영당시 나루토 질풍전 시즌3~4 엔딩으로 사용.  |
| 3 | Cascade         | 공보경   | 제243화 ~ 제315화 (73회)                      | 투니버스 방영당시 나루토 질풍전 시즌5~6 엔딩으로 사용.  |
| 4 | I Can Hear      | 김성식   | 제316회 ~ 제401회 (86회)                      | 투니버스 방영당시 나루토 질풍전 시즌7~8 엔딩으로 사용.  |
| 5 | Spinning World  | EFFY     | 제402회 ~ 제500회 (99회)                      | 투니버스 방영당시 나루토 질풍전 시즌9~10 엔딩으로 사용. |

## 애니 제작진
- 원작 - 기시모토 마사시
- 프로듀서 - 구시마 도모코(TV TOKYO), 하기노 켄(1~275화) / 시라이시 마코토(TV TOKYO), 보코야 나오하루(276~315화) / 히지카타 마코토(TV TOKYO), 호노키다니 나오지(316~500화)
- 시리즈 구성 - 다케가미 준키 / 니시조노 사토루(1~53화) / 스즈키 야스유키(54~71화)
- 캐릭터디자인 - 니시오 데쓰야, 스즈키 히로후미
- 미술감독 - 다카다 시게노리(1~275화) / 요코하마 노리히코(276~315화) / 요코마츠 노리히코(316~500화)
- 색채설계 - 가와미 다쿠야
- 촬영감독 - 마츠모토 아쓰호(1~275화) / 기무라 노부오(276~500화)
- 음악 - 다카나시 야스하루, Yaiba(야이바)
- 제작진행 - 히로베 다쿠유키(TV TOKYO)(1~112화)
- 애니메이션 프로듀서 - 호노키다니 나오지(1~275화)
- 플래닝매니져 - 히로베 다쿠유키(TV TOKYO)(113~500화)
- 감독 - 다테 하야토(1~479화)
- 제작 - TV TOKYO, PIERROT

## 한국어판 더빙 제작진
- 이선주 - 우즈마키 나루토 役
- 엄상현 - 우즈마키 나루토(성인) 役
- 김영선 - 우치하 사스케 役
- 여민정 - 하루노 사쿠라 役
- 손원일 - 하타케 카카시 役 (1~9기)
- 김승준 - 하타케 카카시 役 (10기)
- 정명준 - 나라 시카마루 役
- 이계윤 - 야마나카 이노 / 이누즈카 츠메 / 어린 록 리 役
- 김영찬 - 아키미치 쵸지 / 아오 / 사미(손오공) / 사소리(히루코) 役
- 박만영 - 사루토비 아스마 / 휴우가 장로 役
- 신용우 - 휴우가 네지 / 야마나카 이노이치 / 가마키치 / 소년 지라이야 役
- 홍범기 - 록 리 / 소년 오로치마루 役
- 한신정 - 텐텐 / 사루토비 코노하마루 / 우치하 미코토 役
- 시영준 - 마이트 가이 / 초대 라이카게 役
- 현경수 - 이누즈카 키바 / 아부라메 시비 役
- 서윤선 - 아부라메 시노 / 하가네 코테츠 役
- 정유미 - 휴우가 히나타 / 우돈 / 우즈키 유가오 / 이미(마타타비) 役
- 이용신 - 유우히 쿠레나이 / 테마리 / 나와키 役
- 박성태 - 사이 / 키츠치 / 칠미(쵸메이) 役
- 최준영 - 야마토 役
- 김기흥 - 우미노 이루카 / 제츠 / 휴우가 히자시 / 라사(4대 카제카게) 役
- 김병관 - 사루토비 히루젠 役 (1~6기)
- 김태훈 - 사루토비 히루젠 役 (7기~)
- 이정구 - 오로치마루 役
- 장광 - 지라이야 役
- 송도영 - 츠나데 役
- 김장 - 야쿠시 카부토 役
- 이자명 - 시즈네 役
- 강구한 - 시무라 단조 役
- 민응식 - 구미(쿠라마) / 모리노 이비키 / 거북 役
- 윤미나 - 미타라시 앙코 / 어린 사스케 役
- 김광국 - 우치하 후가쿠 / 나라 시카쿠 / 에비스 / 카미즈키 이즈모 役
- 정승욱 - 휴우가 히아시 / 테우치 / 바키 役 (1~3기)
- 정혜옥 - 카자마츠리 모에기 / 휴우가 하나비 / 아야메 / 소년 이루카 / 가마타츠 / 이나리 役
- 한신 - 휴우가 히아시 (4기~) / 시이 / 청년 단조 / 불의나라 영주 / 후신 (484~488화) 役
- 권성혁 - 테우치 (4기~) / 바키 (4기~) / 청년 에이 / 아부라메 토루네 / 간류 役
- 김국진 - 나미아시 라이도 / 모토이 / 하타케 사쿠모 役
- 선호제 - 야마시로 아오바 / 게로토라 / 아카츠치 役
- 한채언 - 가아라 / 우타타네 코하루 役
- 김래환 - 가아라(성인) 役
- 김정은 - 칸쿠로 / 아키미치 쵸자 役
- 노민 - 가마분타 / 미토카도 호무라 役
- 김정호 - 만다 / 왕두꺼비선인 / 초대 츠치카게 役
- 탁원제 - 후카사쿠 役
- 안경진 - 시마 役
- 이지영 - 카츠유 役 (1~6기)
- 김가령 - 카츠유 (7기~) / 소년 아스마 / 소년 이즈나 / 요메 (394~413화) 役
- 최석필 - 파쿤 / 마이트 다이 役
- 이종혁 - 엔마 役
- 구자형 - 우치하 이타치 役
- 문관일 - 호시가키 키사메 / 일미(수학) 役
- 정재헌 - 데이다라 役
- 전태열 - 사소리 役
- 이광수 - 히단 / 한 役
- 이장우 - 카쿠즈 役
- 송준석 - 페인(우즈마키 나가토) 役
- 안영미 - 코난 / 야구라 / 나라 요시노 役
- 이호산 - 스이게츠 / 소라 (54~71화) 役
- 김현심 - 카린 / 소년 쵸지 / 육미(사이켄) / 린고 아메유리 役
- 임채헌 - 쥬고 / 가리 / 로시 / 초대 미즈카게 / 우치하 타지마 / 톤베이 (144~151화) 役
- 홍시호 - 우치하 마다라 / 토비 役
- 최한 - 센쥬 하시라마 / 시라누이 겐마 役
- 이상범 - 센쥬 토비라마 / 지로보 / 후리도 (54~71화) 役
- 최원형 - 나미카제 미나토 役
- 홍성헌 - 우치하 오비토 役
- 김영은 - 우즈마키 쿠시나 / 소년 오비토 / 마부이 役
- 박리나 - 소년 카카시 (3기) / 아메노 / 어린 시라 役
- 여윤미 - 소년 카카시(4기~) / 쿠로츠치 / 아이노 (460화) 役
- 정혜원 - 노하라 린 / 소년 이타치 / 소년 겐마 / 유키마루 (90~112화) 役
- 강호철 - 야히코 / 아츠이 / 저지 役
- 김율 - 소년 야히코 / 사무이 / 니이 유기토 / 구렌 (90~112화) / 아지사이 / 소년 아수라 役
- 김새해 - 소년 나가토 / 소년 에비스 / 츠치구모 호타루 (144~151화) 役
- 이경자 - 치요 役
- 박태호 - 에비조 役
- 김현지 - 마츠리 役
- 방연지 - 유카타 / 소년 카부토 / 치노 (484~488화) 役
- 유해무 - 에이(4대 라이카게) 役
- 이장원 - 킬러비 役
- 안장혁 - 팔미(규키) 役
- 김정훈 - 다루이 / 청년 히루젠 / 청년 오오노키 / 아오다 役
- 김보영 - 카루이 役
- 최지훈 - 오모이 / 린지(90~112화) 役
- 이봉준 - 3대 라이카게 役
- 김채하 - 소년 킬러비 / 소년 미나토 / 소년 가이 / 히노쿠(소쿠)(489~493화) 役
- 권혁수 - 오오노키(3대 츠치카게) 役
- 조경모 - 무 役
- 양정화 - 테루미 메이(5대 미즈카게) / 소년 인드라 役
- 김명준 - 쵸주로 役
- 김준 - 호즈키 겐게츠(2대 미즈카게) 役
- 이재용 - 미후네 役
- 소정환 - 한조 / 치리쿠 / 후카이 / 야마나카 후우 役
- 김기현 - 오오츠츠키 하고로모 役
- 최덕희 - 오오츠츠키 카구야 役
- 장민혁 - 오오츠츠키 인드라 役
- 윤용식 - 오오츠츠키 아수라 役
- 고성일 - 삼미(이소부) 役
- 정유정 - 오미(고쿠오) / 소년 야마토 / 소년 토비라마 役
- 이수진 - 후우 / 센쥬 이타마 / 칸나 役
- 손수호 - 소년 마다라 / 코무시 役
- 김지율 - 소년 하시라마 / 가스카 役
- 김신우 - 우치하 이즈나 役
- 유동균 - 우치하 시스이 役
- 최재호 - 겟코 하야테 / 카토 단 / 아케비노 지닌 役
- 표영재 - 키미마로 役
- 전광주 - 사콘&우콘 / 야샤마루 役
- 최재익 - 키도마루 役
- 김선혜 - 타유야 役
- 성완경 - 모모치 자부자 役
- 이현진 - 하쿠 役
- 이종구 - 타즈나 役
- 손종환 - 가토 / 첸(312화) / 로(489~493화) 役
- 최승훈 - 우타카타 / 유우라 / 쿠시마루 / 하무라 (461~462화) 役
- 류승곤 - 시라나미 (144~151화) / 시부키 (394~413화) 役
- 최정호 - 금각 / 센쥬 부츠마 役
- 유호한 - 은각 役
- 박경혜 - 파쿠라 役
- 임윤선 - 마키 / 사루토비 비와코 役
- 이소은 - 어린 사소리 / 야쿠시 노노우 役
- 윤병화 - 분부쿠 役
- 곽윤상 - 도크 (290~295화) / 이부리 곳타 役
- 소연 - 시셀 役 (290~295화)
- 장승길 - 디소나스 役 (290~295화)
- 김하영 - 이부리 유키미 役 (352~354화)
- 심규혁 - 큐스케 (346~348화) / 모래닌자 (399~401화) 役
- 박서진 - 무진 役 (396~398화)
- 최낙윤 - 모래 닌자 役 (399~401화)
- 이재범 - 모래 닌자 役 (399~401화)
- 이현 - 모래 닌자 役 (399~401화)
- 박선영 - 사야 役 (408~409화)
- 한경화 - 사나 役 (408~409화)
- 안용욱 - 텐지 役 (460화)
- 이주창 - 청년 하고로모 役 (461~462화)
- 김기철 - 엔 役 (485~488화)
- 오인성 - 겐고 役 (489~493화)
- 강새봄 - 소년 가스카 / 사루토비 미라이 役
- 유영 - 아미노 役
- 김다올 - 후츠 役
- 강성우 - 스즈란 役
- 홍승효 - 마키비 役
- 박시윤 - 히메유리 役
- 이상호 - 라이메이 役
- 김도희 - 칸나 엄마 役

### 우리말 제작
- 기획 : 장진원(1~3기)→신동식(5~8기)→홍기성(9~10기)
- 타이틀 C.G: 이경원
- 종합편집: 이지혜(1, 3기), 이승철(2기), 김지선(7기), 정회범(8기), 송찬미(9,10기)
- 화면수정: 서선지(1~3, 5~6, 8~10기), 김지예(1~3기), 정재령(1기), 도여진(1~3, 5기), 조아라(1~3기), 고은아(4~6기), 엄지현(4~6, 8~10기), 최은화(6기), 김수인(7~10기), 오지영(7~8기), 김수지(9, 10기)
- 번역: 정영인, 정은(10기)
- 녹음·믹싱: 이창휘(1, 4기), 서문성(2~3기), 김수현(5~10기)
- 연출: 김이경(1~6기)→유선주(7~10기)
- 우리말 제작: 투니버스